# Rauville-la-Place
Pour les articles homonymes, voir Rauville.
Rauville-la-Place est une commune française, située dans le département de la Manche en région Normandie, peuplée de 388 habitants.

## Géographie

### Localisation
La commune est située au sud de la péninsule du Cotentin. Son bourg est à 2,5 km à l'est de Saint-Sauveur-le-Vicomte.
Les communes limitrophes sont Sainte-Colombe, La Bonneville, Crosville-sur-Douve, Reigneville-Bocage, Saint-Sauveur-le-Vicomte et Varenguebec.

### Géologie et relief
Le point culminant (46 m) se situe à l'ouest, près du château des Monts. Le point le plus bas (1 ou 2 m) correspond à la sortie de la Douve au sud-est du territoire.

### Hydrographie
La commune est située dans le bassin Seine-Normandie. Elle est drainée par la Douve, le Fil de Gorges, un bras de Joffré, des bras de la Douve et divers autres petits cours d'eau,.
La Douve, d'une longueur de 79 km, prend sa source dans la commune de Tollevast et se jette dans la baie de Seine à Carentan-les-Marais, après avoir traversé 28 communes. Son débit moyen mensuel est de 9,35 m3/s. Le débit moyen journalier maximum est de 72,3 m3/s, atteint lors de la crue du 3 janvier 2024. Le débit instantané maximal est quant à lui de 78,9 m3/s, atteint le même jour.

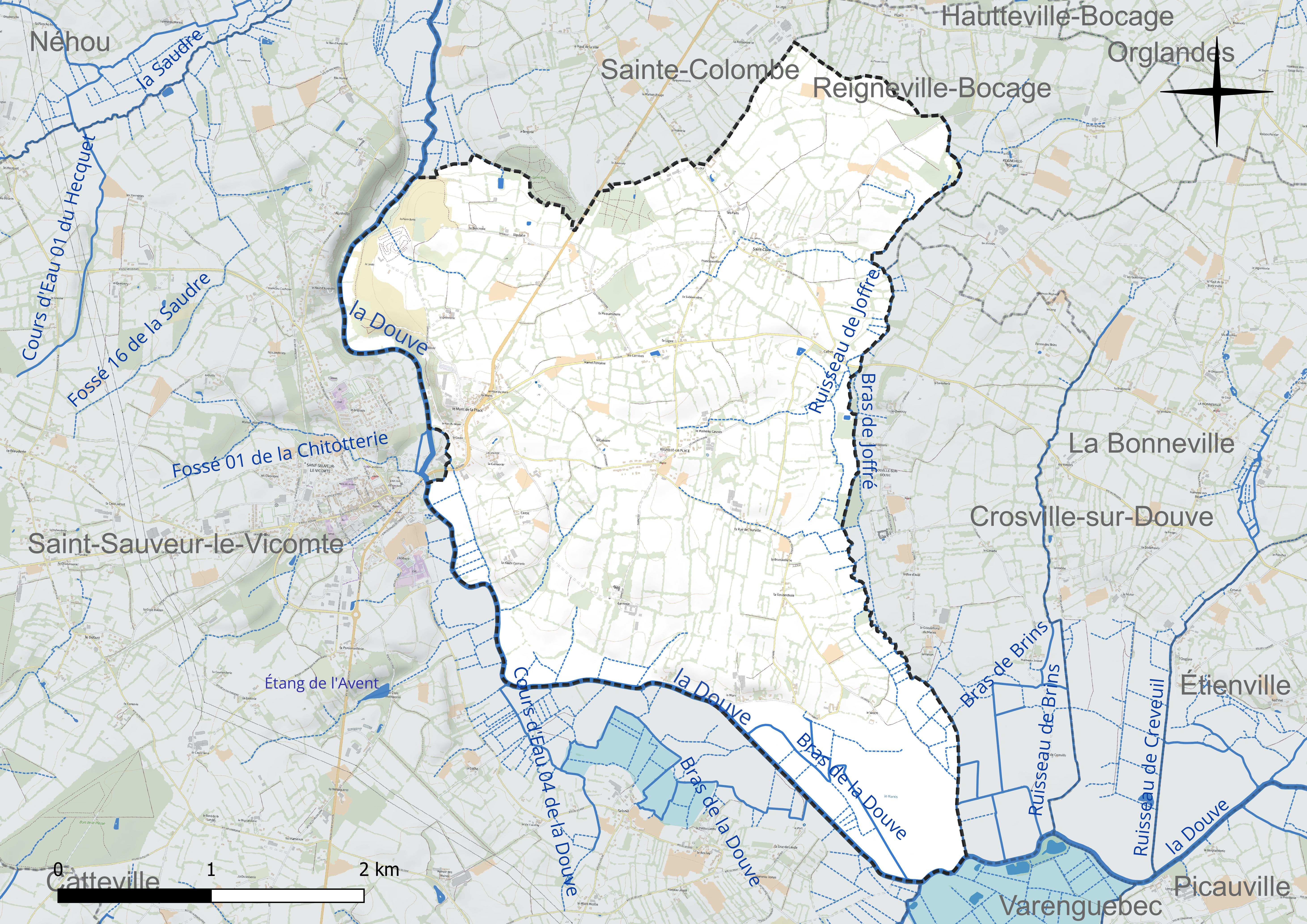
Réseau hydrographique de Rauville-la-Place.

Le Fil de Gorges, d'une longueur de 18 km, prend sa source dans la commune de Saint-Sauveur-le-Vicomte et se jette dans la Douve sur la commune, après avoir traversé huit communes.

### Climat
Pour des articles plus généraux, voir Climat de la Normandie et Climat de la Manche.
En 2010, le climat de la commune est de type climat océanique franc, selon une étude du CNRS s'appuyant sur une série de données couvrant la période 1971-2000. En 2020, Météo-France publie une typologie des climats de la France métropolitaine dans laquelle la commune est exposée à un climat océanique et est dans la région climatique  Normandie (Cotentin, Orne), caractérisée par une pluviométrie relativement élevée (850 mm/a) et un été frais (15,5 °C) et venté. Parallèlement le GIEC normand, un groupe régional d’experts sur le climat, différencie quant à lui, dans une étude de 2020, trois grands types de climats pour la région Normandie, nuancés à une échelle plus fine par les facteurs géographiques locaux. La commune est, selon ce zonage, exposée à un « climat maritime », correspondant au Cotentin et à l'ouest du département de la Manche, frais, humide et pluvieux, où les contrastes pluviométrique et thermique sont parfois très prononcés en quelques kilomètres quand le relief est marqué.
Pour la période 1971-2000, la température annuelle moyenne est de 11,1 °C, avec une amplitude thermique annuelle de 11,2 °C. Le cumul annuel moyen de précipitations est de 878 mm, avec 13,2 jours de précipitations en janvier et 7,1 jours en juillet. Pour la période 1991-2020, la température moyenne annuelle observée sur la station météorologique la plus proche, située sur la commune de Sainte-Marie-du-Mont à 20 km à vol d'oiseau, est de 11,6 °C et le cumul annuel moyen de précipitations est de 890,0 mm,. Pour l'avenir, les paramètres climatiques de la commune estimés pour 2050 selon différents scénarios d’émission de gaz à effet de serre sont consultables sur un site dédié publié par Météo-France en novembre 2022.

## Urbanisme

### Typologie
Au 1er janvier 2024, Rauville-la-Place est catégorisée commune rurale à habitat dispersé, selon la nouvelle grille communale de densité à sept niveaux définie par l'Insee en 2022.
Elle est située hors unité urbaine et hors attraction des villes,.

### Occupation des sols
L'occupation des sols de la commune, telle qu'elle ressort de la base de données européenne d’occupation biophysique des sols Corine Land Cover (CLC), est marquée par l'importance des territoires agricoles (93,1 % en 2018), en diminution par rapport à 1990 (96,4 %).
La répartition détaillée en 2018 est la suivante : prairies (70,7 %), zones agricoles hétérogènes (13,7 %), terres arables (8,8 %), milieux à végétation arbustive et/ou herbacée (3,4 %), zones urbanisées (2,3 %), forêts (1,1 %).

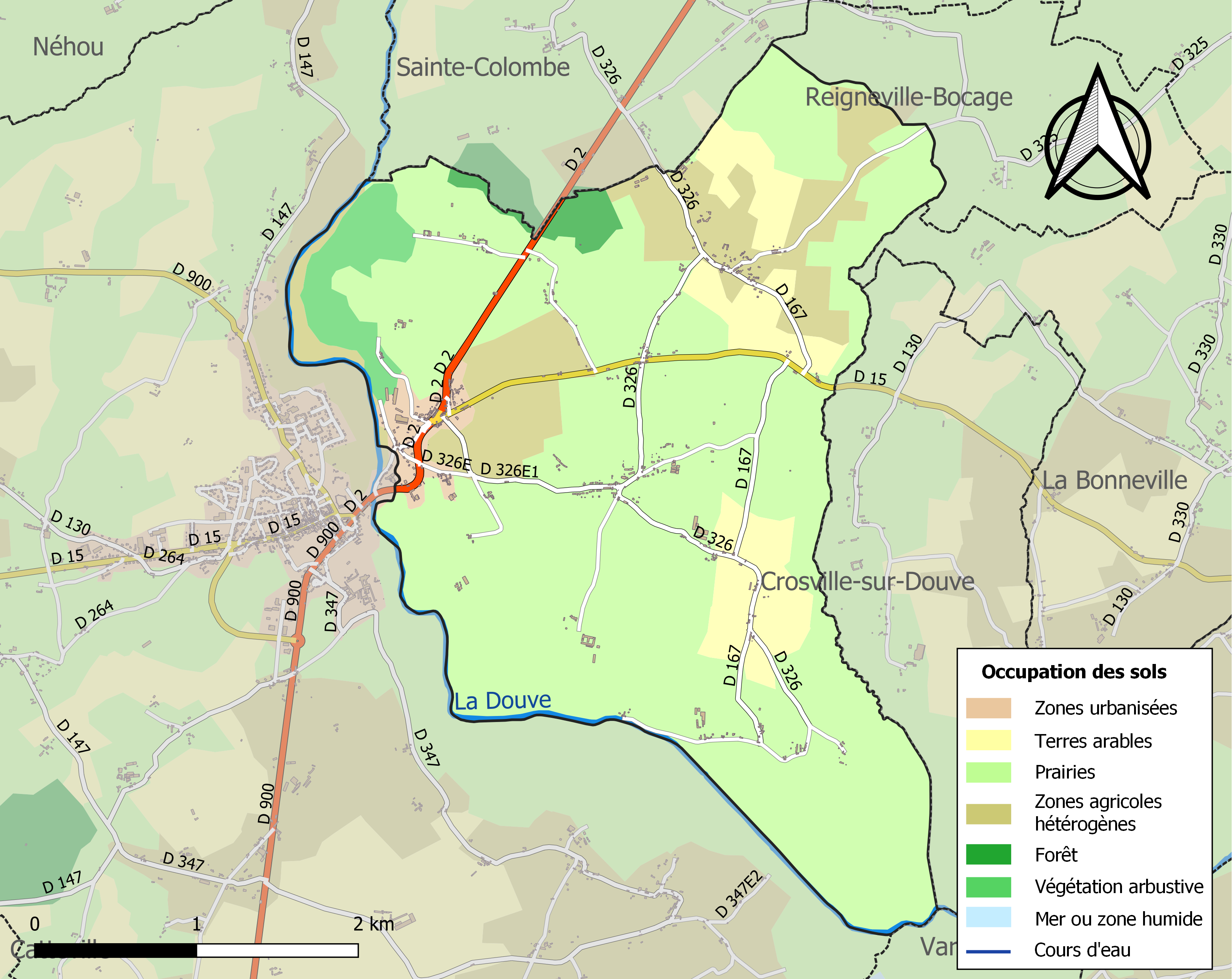
Carte des infrastructures et de l'occupation des sols de la commune en 2018 (CLC).

L'évolution de l’occupation des sols de la commune et de ses infrastructures peut être observée sur les différentes représentations cartographiques du territoire : la carte de Cassini (XVIIIe siècle), la carte d'état-major (1820-1866) et les cartes ou photos aériennes de l'IGN pour la période actuelle (1950 à aujourd'hui).

## Toponymie
Le nom de la localité est attesté sous les formes Radulfi villa vers 1080, Rouvilla (sans date), Sancti Laurentii de Radulfi villa en 1226, Raauvilla en 1262, Rauville Laplace en 1583.
Son origine est attribuée à l'anthroponyme germanique Radulf adjoint de l'ancien français ville, à l'origine « domaine rural ».
« Le déterminant la Place correspond au nom de la « Lande de Rauville » où se tenait une foire ». Deux foires se tenaient à Rauville-la-Place, l'une au 10 août, « la Saint-Laurent », et l'autre à la Toussaint appelée « la foire ès Morts », qui continue d'exister.

## Histoire

### Antiquité
En 1969, il fut trouvé au gué de Cartot une pirogue monoxyle de l'Antiquité tardive (début du Ve siècle).

### Moyen Âge
Au XIIe siècle, la paroisse relevait de l'honneur de Saint-Sauveur-le-Vicomte. En 1107, Richard de Reviers, seigneur de Néhou, donna l'église Saint-Laurent à la collégiale de Néhou qu'il venait de fonder. En 1152, Guillaume de Vernon, son fils, la transféra à l'abbaye de Montebourg.
L'une des branches de la famille de Clamorgan était seigneur de Rauville-la-Place. Par la suite, Raoul Le Sage, chevalier de Chandon en Touraine (Amboise), fils de Jeanne Piquet et de Pierre Le Sage, lui même fils de Jeanne de Clamorgan et de Jean Le Sage, fut seigneur de Carteret, de Saint-Plançois-le-Mor (probablement Saint-Sauveur-de-Pierrepont), et en partie de Rauville et Saint-Pierre-Église.
Au cours de la guerre de Cent Ans, lors de la prise du château de Saint-Sauveur-le-Vicomte en 1375, par les troupes françaises de Charles V le Sage, ceux-ci installèrent une de leurs batteries de canons à mi-hauteur de la colline, au Mont de la Place.

### Temps modernes
En 1567, François Le Jay, écuyer, sieur de Cartot et Thury (Lieusaint), est taxé pour ses fiefs de 20 livres dans le rôle des nobles et roturiers, au titre du ban et de l'arrière ban de la vicomté de Coutances, réalisé par Gilles Dancel, seigneur d'Audouville, lieutenant général du bailli de Cotentin, tenu à Coutances les 20-22 octobre. Le fief de Cartot à Rauville-la-Place, qui valait un huitième de fief de haubert, relevait de la baronnie d'Orglandes. Dans le même rôle, Guillaumne Le Bas, fils de Gilles, écuyer, sieur de Garnetot et le fief ès Orglandroys, est taxé de 24 livres et 12 solz. Le fief de Garnetot à Rauville-la-Place, valant un quart de fief de haubert, relevait également de la baronnie d'Orglandes.
En 1575, Rauville-la-Place a pour seigneur Richard Castel.
Sous le règne de Louis XVI, dans la crainte d'un débarquement anglais sur les rivages du Cotentin, et afin de s'y opposer, un camp militaire fut établi sur le mont de Rauville.

## Politique et administration
| Période                                  | Période   | Identité                    | Étiquette | Qualité                         |
| ---------------------------------------- | --------- | --------------------------- | --------- | ------------------------------- |
| 1830                                     | 1847      | Joseph Hantonne             |           |                                 |
|                                          |           |                             |           |                                 |
| 1944                                     | 1945      | Auguste Gallis              |           | Adjoint faisant office de maire |
| 1945                                     | 1953      | Antoine de Tricomot de Rose |           |                                 |
| 1953                                     | 1960      | Louis Laniepce              |           | Éleveur                         |
| 1960                                     | 1965      | Albert Yvetot               |           |                                 |
| 1965                                     | 1983      | Louis Ferey                 |           |                                 |
| 1983                                     | 1989      | Marcel Crespin              |           |                                 |
| 1989                                     | mars 2008 | Albert Gallot               |           |                                 |
| mars 2008                                | mars 2014 | Annie Épineaux              | SE        | Infirmière libérale             |
| mars 2014                                | En cours  | Christian Faudemer          | SE        | Salarié secteur médical         |
| Les données manquantes sont à compléter. |           |                             |           |                                 |

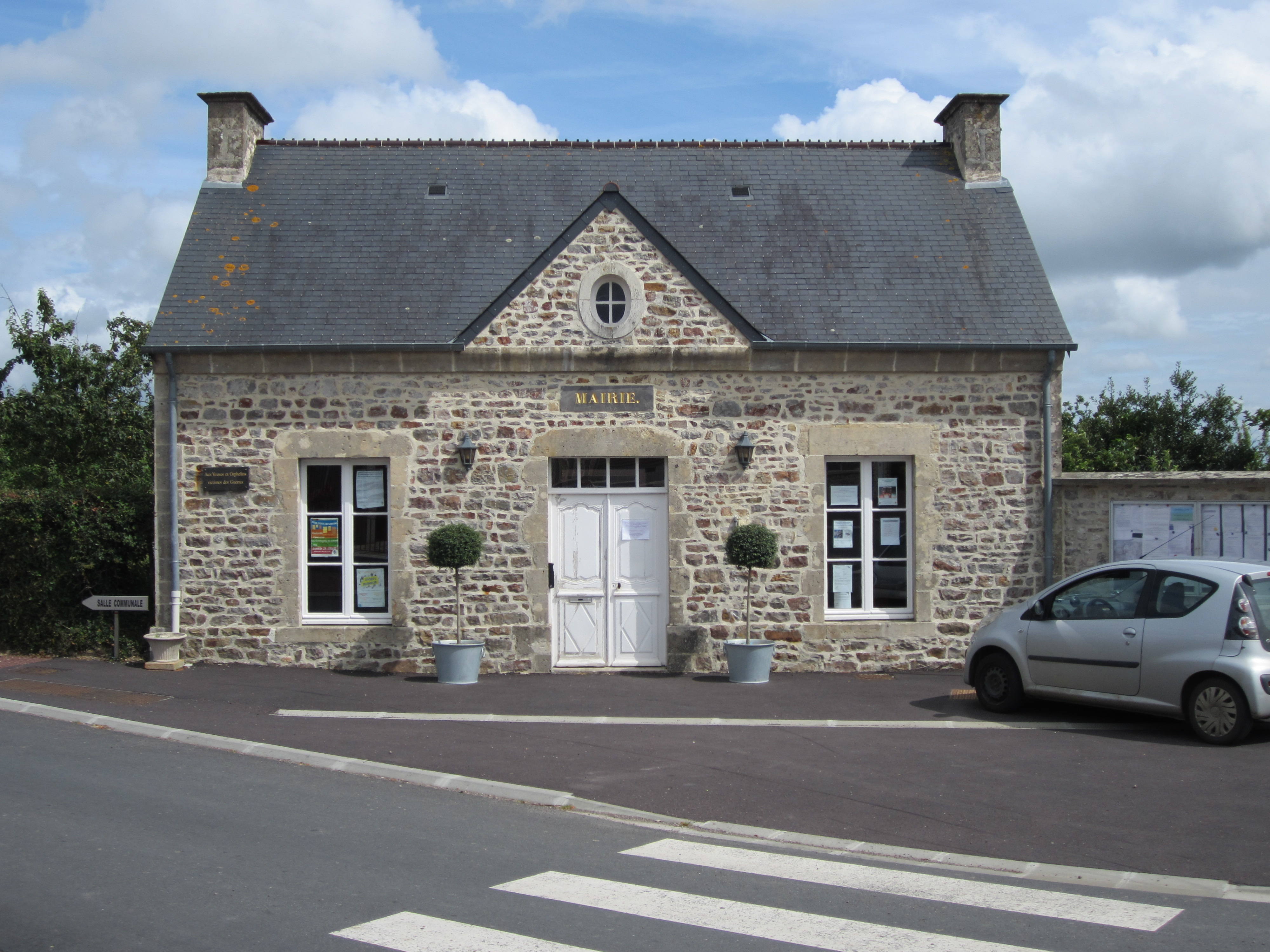
La mairie.

Le conseil municipal est composé de onze membres dont le maire et deux adjoints.

## Population et société
Les habitants de la commune sont appelés les Rauvillais.

### Démographie
L'évolution du nombre d'habitants est connue à travers les recensements de la population effectués dans la commune depuis 1793. Pour les communes de moins de 10 000 habitants, une enquête de recensement portant sur toute la population est réalisée tous les cinq ans, les populations de référence des années intermédiaires étant quant à elles estimées par interpolation ou extrapolation. Pour la commune, le premier recensement exhaustif entrant dans le cadre du nouveau dispositif a été réalisé en 2007.
En 2022, la commune comptait 388 habitants, en évolution de +1,84 % par rapport à 2016 (Manche : −0,31 %, France hors Mayotte : +2,11 %).
Rauville-la-Place a compté jusqu'à 1 006 habitants en 1821.
| 1793 | 1800 | 1806 | 1821  | 1831 | 1836 | 1841 | 1846 | 1851 |
| ---- | ---- | ---- | ----- | ---- | ---- | ---- | ---- | ---- |
| 852  | 821  | 965  | 1 006 | 952  | 898  | 934  | 913  | 956  |

| 1856 | 1861 | 1866 | 1872 | 1876 | 1881 | 1886 | 1891 | 1896 |
| ---- | ---- | ---- | ---- | ---- | ---- | ---- | ---- | ---- |
| 930  | 909  | 888  | 832  | 811  | 838  | 826  | 763  | 723  |

| 1901 | 1906 | 1911 | 1921 | 1926 | 1931 | 1936 | 1946 | 1954 |
| ---- | ---- | ---- | ---- | ---- | ---- | ---- | ---- | ---- |
| 680  | 678  | 665  | 553  | 639  | 583  | 605  | 660  | 653  |

| 1962 | 1968 | 1975 | 1982 | 1990 | 1999 | 2006 | 2007 | 2012 |
| ---- | ---- | ---- | ---- | ---- | ---- | ---- | ---- | ---- |
| 585  | 511  | 418  | 397  | 418  | 432  | 396  | 391  | 389  |

| 2017 | 2022 | - | - | - | - | - | - | - |
| ---- | ---- | - | - | - | - | - | - | - |
| 376  | 388  | - | - | - | - | - | - | - |

### Manifestations culturelles et festivités
Il s'y tient depuis le Moyen Âge une foire annuelle dite foire « ès Morts » fixée au premier samedi suivant la Toussaint qui est toujours recherchée pour ses légumes d'hiver.

## Culture locale et patrimoine

### Lieux et monuments

#### Patrimoine religieux

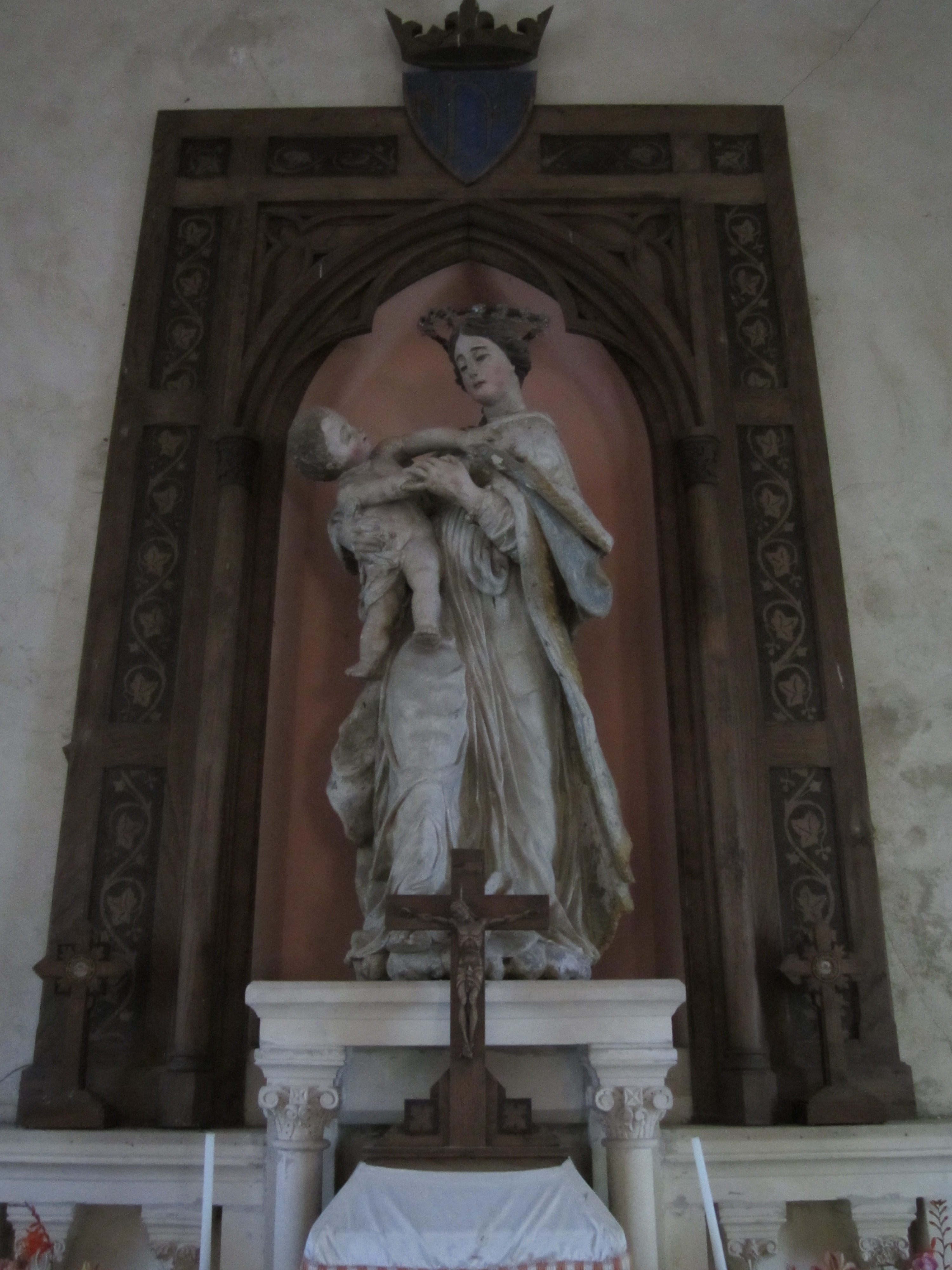
La chapelle Notre-Dame-de-la-Délivrande.

- Église Saint-Laurent des XIIIe – XVIIIe siècles avec une tour octogonale terminée par un clocher en dôme. Elle abrite de nombreuses œuvres classées au titre objet aux monuments historiques : calice et sa patène du XVIIe, un ciboire du XIXe, les statues de saint Sébastien du XVIIIe, de sainte Barbe du XIXe, d'une sainte tenant un livre du XIIIe, d'un saint évêque thaumaturge du XIIIe, d'un saint abbé du XVe, une Vierge de pitié du XVIe et de sainte Anne et la Vierge du XVe[41], ainsi que des fonts baptismaux du XVIe et un lutrin du XVIIIe[26] et un vitrail de Paul Bony en hommage à Jacques Debout.

Le clocher servit au télégraphe Chappe de 1835 à 1854.
- Ancien presbytère du chapelain, situé à proximité de la chapelle. Il fut bâti ou restauré au XVIIe siècle par Jean-Baptiste de Caumont, à l'intérieur, au-dessus d'une porte en accolade, armoiries peintes sculptées en relief avec les armes de la famille de Caumont, anoblie en 1470 : écartelé d'argent ; chargé aux 1 et 4 de trois merlettes de sable ; aux 2 et 3 d'une quintefeuille (allias trois) de gueules. le blason est surmonté d'un casque morné (visière abaissé)[43].
- Cimetière avec les tombes de Jacques Debout (chanoine René Roblot) et de Achille Alexandre Anger-Billards.
- Chapelle Saint-Clair des XVIe, XVIIIe – XXe siècles, dans l'enclos, et sa fontaine « miraculeuse » où le saint est imploré pour guérir les maux d'yeux. Elle abrite les statues de sainte barbe et de sainte Marguerite classées au titre objet aux monuments historiques[44].
- Chapelle Notre-Dame-de-la-Délivrande des XVIe – XVIIIe siècle. L'édifice abrite une stèle en hommage à Jacques Debout, et a la particularité d'avoir une chaire à l'extérieur, comme à l'église de Saint-Lô[45]. Une statue Notre-Dame de la Délivrande du XVIIe est classée au titre objet au monuments historiques[46].

La chapelle fut transformée à la fin de l'Ancien Régime en magasin à fourrage. Menaçant ruine, le sanctuaire fut reconstruit de 1821 à 1823. C'est comme chapelain du lieu que s'installa ici en 1874 Achille Alexandre Anger-Billards, et où il restera trente-deux ans, jusqu'à sa mort.

#### Patrimoine civil

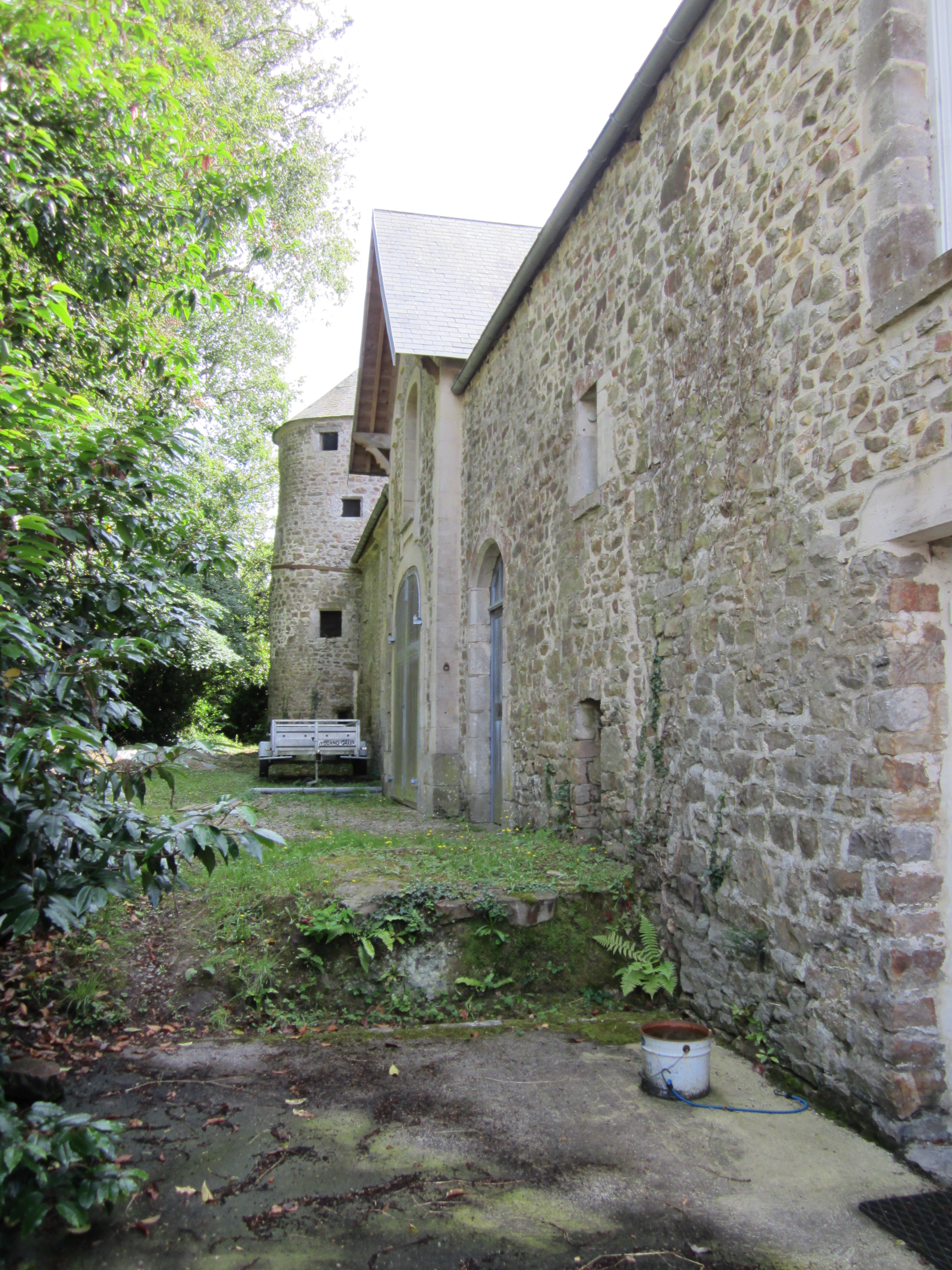
Le manoir de Garnetot.

- Manoir de Garnetot des XVe – XVIIe siècles avec pigeonnier, inscrit au titre des monuments historiques par arrêté du 5 décembre 1979[48]. Il se dresse à l'emplacement d'un ancien château fort constituant une ligne protectrice dans le Cotentin.
- Manoir de la Cour du XVIIe siècle. Siège de la seigneurie de Rauville au moins dès le XIIIe siècle, le manoir d'origine est remanié au XVIIe siècle[49]. Il arbore une façade de style Louis XIII, avec des frontons triangulaires qui surmontent les fenêtres. C'est à la Cour que serait née la mère de Gilles de Gouberville.
- Château du Mont-de-la-Place et ses communs des XVIe et XIXe siècles.
- Château Les Carreaux au Haut du Mont. Haute demeure érigée dans le dernier quart du XIXe siècle en face d'un manoir du XVIe siècle[50].
- Tourville (XVIIe siècle).

Pour mémoire
- La Pierre Butée. Mégalithe de 1,75 m à la lande de Rauville, but de promenade de Barbey d'Aurévilly et de Mgr Anger-Billards[26].
- Ancienne léproserie, située sur la lande de Rauville et dont la chapelle était placée au XIIe siècle sous le patronage de saint Jacques des Lépreux[47].
- Ancien prieuré des templiers.

### Personnalités liées à la commune
- L'écrivain Jacques Debout (Rauville-la-Place, 1872 - Paris, 1939) (chanoine René Roblot).
- Achille Alexandre Anger-Billards (1826-1906), chapelain de Notre-Dame-de-la-Délivrande, ami de l'écrivain Jules Barbey d'Aurevilly, inhumé dans le cimetière[51].

### Héraldique
| Armes de Rauville-la-Place | Les armes de la commune de Rauville-la-Place se blasonnent ainsi : écartelé : au premier et au quatrième d'argent aux trois merlettes de sable, au deuxième et au troisième d'argent à la quintefeuille de gueules[réf. nécessaire]. |